# Ism (アルバム)
『ism』（イズム）は、PAMELAHの5枚目のアルバム。

## 概要
初回限定パッケージ仕様。初回封入特典として水原由貴の直筆イラスト入りオリジナル・ステッカーを封入。結果的には最後のオリジナル・アルバムとなった。

## 収録曲
全作詞：水原由貴　作曲・編曲：小澤正澄
1. この両肩を抱きしめて
2. DISTANCE
3. 許されない恋
  - 13thシングル
4. COROMOTION
5. 傷跡
6. ism (instrumental)
7. 記憶
  - 12thシングル
8. individualism
  - 14thシングル
9. ダーリン
10. 扉～ism mix～
  - 「記憶」C/W曲リミックス
11. POLICY